# My Funky Valentine (Modern Family)
My Funky Valentine é o décimo quinto episódio da primeira temporada da série Modern Family. O episódio foi exibido originalmente pela ABC no dia 10 de Fevereiro de 2010 nos EUA.

## Sinopse
Claire e Phil planejam uma grande aventura de Dia dos Namorados, eles irão interpretar seus alter-egos, Clive e Juliana; Jay leva Glória para um show de comédia de David Brenner, e se divertem muito até que David começa a pegar no pé de Jay. Cameron e Mitchell tentam ser um cupido para o Manny.

## Críticas
Na sua transmissão original americana, "My Funky Valentine" foi visto por 10,11 milhões de telespectadores com uma classificação Nielsen de 4,2/11. O episódio foi classificado na 13º posição da classificação 18-49 com 5.438 milhões de espectadores. O episódio recebeu críticas positivas. Robert Canning deu ao episódio um 8,6/10 dizendo que era "grande" e "as três histórias de "My Valentine Funky" tinha um monte de risadas. O episódio continuou a provar que Modern Family é a melhor nova comédia da temporada.". Jason Hughes de TV Squad deu o episódio um comentário positivo dizendo que "Novamente, é daqueles momentos genuínos e pequenos que ajudam o público a acreditar nestes personagens, e acreditar neles faz as situações em que se encontram muito mais engraçadas".